# Džordž Bolos
Džordž Stiven Bulos (engl. George Stephen Boolos; Njujork,Njujork,SAD, 4. septembar, 1940 — Kembridž,Masačusets,SAD, 27. maj, 1996) je bio američki filozof i logičar koji je predavao na Masačusetskom Institutu za Tehnologiju (MIT).

## Život
Bulos je diplomirao na Univerzitetu Prinston 1961. godine sa zvanjem Bachelor of Arts u matematici.Oksford Univerzitet mu je dodelio zvanje Bachelor of Philosophy 1963. godine. Godine 1966, dobio je zvanje doktora filozofije ,prvo ikad dodjeljeno od strane Masačusetskog Instituta za Tehnologiju ,pod vođstvom Hilari Putnam. Nakon tri godine predavanja na Univerzitetu Коlumbija, vraća se na MIT 1969. godine, gde je ostatak svoje karijere proveo sve do svoje smrti, prouzrokovanee kancerom.
Harizmatičan govornik, poznat po svojoj jasnoći i razumnom načinu predavanja, održao je jednom predavanje (1994) dajući objasnjenje za Drugu Gedelovu teoremu nepotpunosti, koristeći samo reči jednog sloga.
Na kraju svog života, Hilari Putnam ga je upitala: "Recite nam, gospodine Bulos, kakve veze Analitička hijerarhija ima sa stvarnim svetom?" Bez oklevanja Bulos je odgovorio: "Ona je deo njega".
Stručnjak za zagonetke svih vrsta,1993. godine Bulos je dospeo na regionalno finale Tajmsovog takmičenja u rešavanju ukrštenih reči u Londonu. Njegov rezultat je bio jedan od najvećih ikada koji je dostigao amerikanac. On je napisao rad o "Najtežoj logičkoj zagonetki ikada" -jednoj od mnogih zagonetki stvorenih od strane Rejmonda Smulijana

## Rad
Bulos je sa Ričardom Džefrijem napisao prva tri koautorska izdanja klasičnog univerzitetskog teksta o matematičkoj  logici: Predvidljivosti i Logika (Computability and Logic). Knjiga je sada u svom petom izdanju,a poslednja dva izdanja uređuje John P. Burges. Gedel je napisao prvi rad iz logike dokaza koji modalnu logiku primenjuje u teoriji matematiČkog dokaza, ali sam Gedel ovu temu nije značajnije razvio. To je uradio Bulos koji je bio jedan od  prvih zagovornika i pionira ove logike. On je razvio to u okviru knjige Nedokaznost konzistencije (Unprovability of Consistency), objavljene 1979. godine.Rešeavanje velikih nerešenih problema nekoliko godina kasnije dovelo do novog rada, Logika dokaza(The Logic of Provability),objavljenog 1993. godine.